# Оскар Арісага
Оскар Арісага (ісп. Oscar Arizaga; 20 серпня 1957 — 26 червня 2023) — перуанський футболіст, що грав на позиції захисника.
Виступав, зокрема, за клуб «Атлетіко Чалако», а також національну збірну Перу.

## Клубна кар'єра
У дорослому футболі дебютував 1975 року виступами за команду «Атлетіко Аякучо», в якій провів три сезони. Після чого Арісага перейшов до вищолігового «Атлетіко Чалако», деп ровів наступні 5 років. Найвищим досягненням для гравця стало віце-чемпіонство Перу у 1979 році.
Завершив ігрову кар'єру у команді «Депортіво Мунісіпаль», за яку виступав протягом 1984 року.

## Виступи за збірну
18 липня 1980 року Оскар провів свій єдиний матч у складі національної збірної Перу, зігравши в товариській грі проти Уругваю (0:0)
Згодом у складі збірної поїхав на чемпіонат світу 1982 року в Іспанії, але на поле не виходив.